# 무정자증
무정자증(無精子症, azoospermia)은 정액에서 정자가 발견되지 않는 질병을 말한다. 인간의 경우, 무정자증은 총 남성 인구 중 약 1%에 영향을 미치며 불임 남성의 최대 20%에서 발견된다. 세계보건기구의 기준에 의하면, 정자 농도가, 20×106/ml이상의 남성을 정상으로 정의하고 있으며, 이 이하 수준의 남성을 감정자증이나 무정자증으로 정의한다. 정자가 아예 없는 무정자증은 1%의 남성중 15%이다.

## 원인
보통 고환의 문제, 고환 이전의 문제, 이후의 문제, 혹은 호르몬 문제를 무정자증의 원인으로 꼽는다. 고환 자체의 문제의 경우에는 정계정맥류를 제외하고 보통 교정이 쉽지 않으며, 고환 내에서 어떠한 이유에 의해, 정자를 원활히 생산하지 못하는데에 있다. 고환 이후의 문제의 경우에는 보통 정자가 이동하는 통로가 폐쇄되어 정액으로 배출되지 못하는데에 있다.

## 증상
정계정맥류 이상으로 인한 환자인 경우, 음낭쪽에서 혹 같은 것이 느껴지거나, 통증이 발생하는 경우가 있으나, 대부분의 무정자증 환자의 경우에는 아무런 통증이 없는 것이 일반적이다. 

## 진단
보통 정액 검사나, 호르몬 검사, 부고환, 정관의 정상 여부, 2차 성징의 정상 여부, 염증 여부, 고환의 크기나 딱딱한 정도, 과거력 확인등을 하며, 호르몬 검사를 통해 테스토스테론과 난포 자극 호르몬 수치를 측정하여 무정자증이 있는지 없는지 판별한다. 또한, 가족 중 무정자증을 앓고 있는 사람이 있는지 확인을 하기도 한다.

## 치료
치료는 무정자증의 종류에 따라 여러 가지 방법으로 순차적으로 진행한다. 
- 1. 폐쇄성 무정자증

1) : 정관 수술
2) : 사정관 폐쇄
3) : 정자 채취
- 2. 비폐쇄성 무정자증

보통 정자 채취 후, 인공 수정을 하는데, 현재는 현미경을 이용하여 성공율이 상승하였다.

## 같이 보기
- 불임